# توماس كرابر
توماس كرابر  (بالإنجليزية: Thomas Crapper)‏وُلد في (28 أيلول 1836 وتوفِي بـ27 كانون الثاني 1910)، رجل أعمال وسَباك في نفس الوقت، فهو المدير التنفيذي لشركته التي أسسها بنفسه «شركة تواس كرابر للمعدات الصحية» حصلت شركته على تسع براءات اختراع ثلاثة منها لتحسين القطع في خزانات المياه مثل عوامة المياه.
وعام 1880 قام بتطوير كوع S إلى كوع مزدوج على شكل U التي تعرف بمصيدة (سباكة) وتم تصنيع معدات المراحيض الخاصة بالشركة في مقرها القريب من طريق مارلبورو (طريق درايكوت الآن).
أنتجت الشركة أول حمام ومرحاض وحوض بالعالم وهو معروض بصالات الشركة في طريق الملك، ولوحظت جودة وكفاءة إنتاج شركة كرابر من قبل البلاط الملكي وقدمت الشركة خدماتها للقصر الملكي في المملكة المتحدة.
حُفر اسم شركة كرابر على أغطية المناهل (فتحات الصرف الصحي) في منطقة دير وستمنستر السياحية الشهيرة في لندن.

## حياته
وُلد توماس كرابر في ثورن جنوب يوركشاير في عام 1836، التاريخ الدقيق غير معروف ولكنه عُمِدَ بتاريخ 28 أيلول 1836، والده يدعى بتشارلز كان بحاراً وتعلم السباكة على يد شقيقه جورج في تشيلسي عام 1853. بعد ذلك أمضى 3 سنوات يعمل في محل سباكة وكان يتقاضى أجره يومياً، في عام 1861 أصبح كرابر مهندساً صحياً بالإضافة لعمله في ورشة سباكة نحاسية خاصة به على طريق مارلبورو القريب.

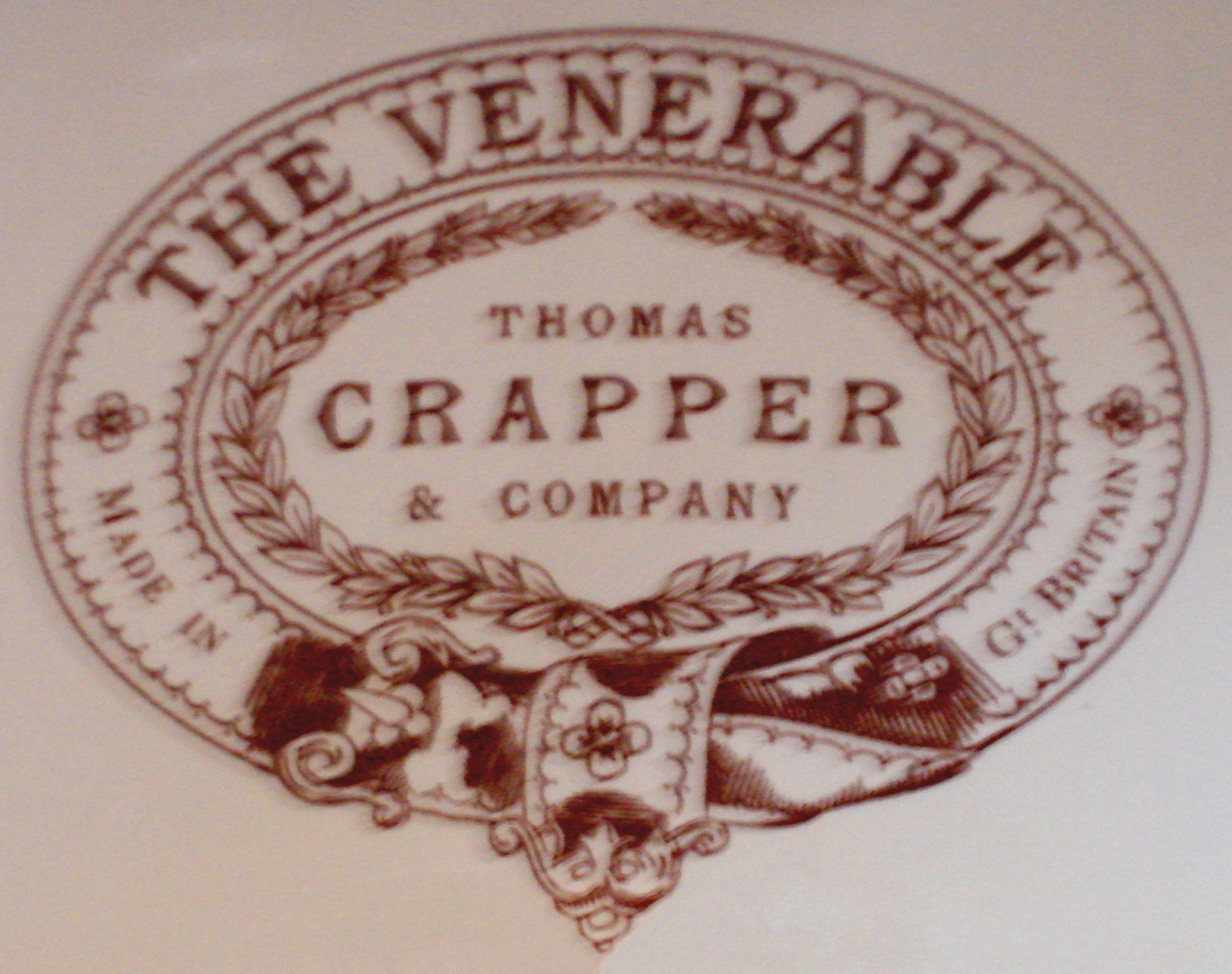
العلامة التجارية الخاصة بشركة كرابر محفورة على أحد مراحيض الشركة

في ثمانينات القرن التاسع عشر، اشترى الأمير إدوارد مقراً ريفياً في ساندرنغهام وطلب من توماس كرابر القيام بأعمال السباكة الخاصة بالمنزل ومنها 30 مرحاضاً من خشب الأرز، وبالتالي مُنح كرابر أول أمر ملكي خاصًّا بالسباكة، بعدها تلقت الشركة مذكرات ملكية أخرى من إدوارد كملك ومن جورج الخامس عندما كان أميراً لويلز وأيضا بعد أن أصبح ملكاً.
في عام 1904، تقاعد كرابر وأعطى الشركة لابن أخيه جورج وشريكه روبرت وارام.
عاش كرابر آخر ست سنوات من حياته في منطقة أنرلي 12 شارع ثورنست وتوفي في 27 كانون الثاني 1910، وأظهرت شهادة الوفاة بأنه تُوفي بسرطان القولون، ودُفن في مقبرة إلميزر إند .

## مصير شركة كرابر بعد وفاته
في عام 1966، عند تقاعد روبرت تم بيع الشركة وانتقلت ملكيتها لمنافسيهم جون بولدينغ وأولاده، وتم تصفيتها وتوقفت عن العمل عام 1969 إلى أن استحوذ عليها سيمون كيربي والذي أعاد الشركة للعمل في منطقة ستراتفورد (وركشير)، وقام بإنتاج نسخ أصلية من تجهيزات الحمامات الفيكتورية والتي كانت تنتجها شركة كرابر.

## إنجازاته

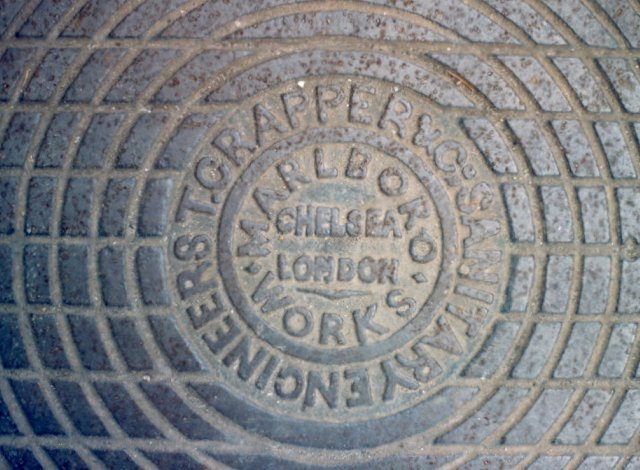
أغطية المناهل منقوشٌ عليها العلامة التجارية الخاصة بشركة كرابر

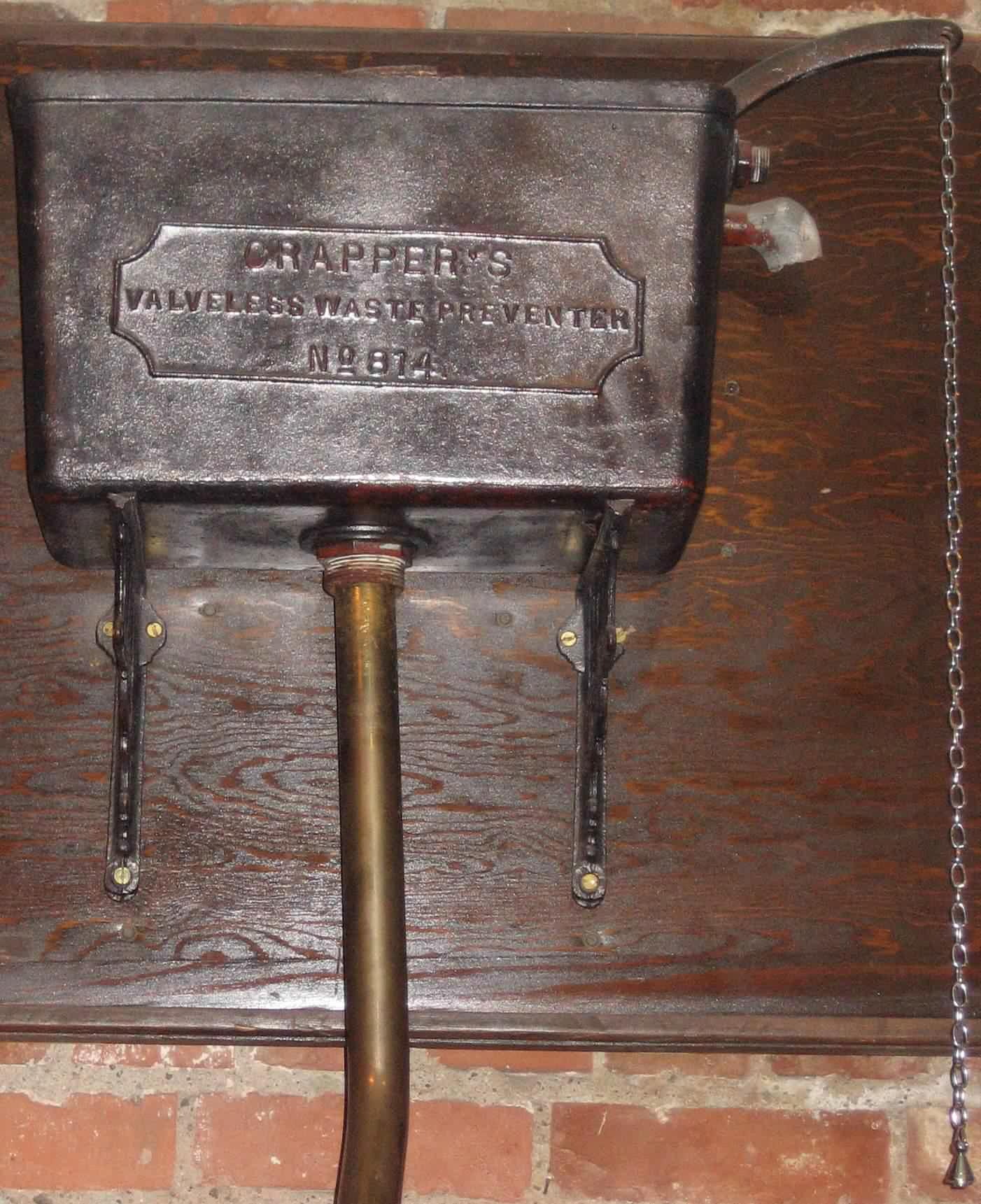
صممات السيفون الخاصة بشركة كرابر

كان أول من قام بعمل صالات خاصة لعرض منتجات شركته من الأدوات والمعدات الصحية الخاصة بالمراحيض، واشتهر بذلك مما أدى إلى إقبال الكثير من الناس لتركيب مراحيض داخل المنازل وشيوع استخدامها. كما ساعد في تطوير وتحسين معدات السباكة والتجهيزات الصحية. كجزء من عمله، قام بتأسيس متجر لبيع القطع المعدنية والتجهيزات الصحية، والذي مَكَّنه من تطويرها وجعلها أكثر كفاءة وجودة.

وفي عام 1880 قام كرابر بتطوير كوع S إلى كوع مزدوج على شكل U، وكانت نقلة نوعية في المعدات الصحية حيث أن كوع U لا تتجمع فيه المياه بعكس كوع S.

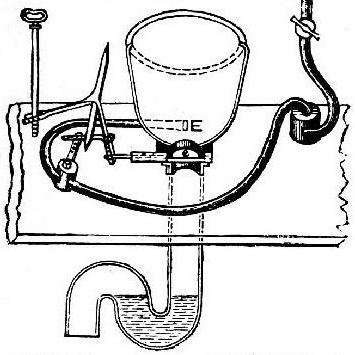
S bend

رشحت هيئة الإذاعة البريطانية  بي بي سي كوع S كإحدى أفضل 50 شيء طوَّره الاقتصاد المعاصر.
حصل كرابر على 9 براءات اختراع 3 منها لتحسين خزانات المياه مثل عوامة الخزان ولا يوجد أي اختراع منها لمرحاض المياه نفسه.
كانت إعلانات كرابر تشير إلى أن أداة تدفق مياه السيفون من اختراعه، أحد هذه الإعلانات كتب على النحو التالي "Crapper's Valveless Water Waste Prevender (براءة اختراع # 4,990).
براءة الاختراع 4990 كانت عبارة عن تحسين طفيف في محاولة لمنع هدر المياه ولكن لم تكن له، فقد كانت براءة اختراعه لألبرت جيبلين في عام 1898.
```
ومع ذلك، ابن أخ كرابر، جورج، قام بتحسين آلية السيفون التي يتم من خلالها تنظيم تدفق المياه، وتم منحه براءة اختراع لهذا التحسين عام 1897.
[
9
]
```

## أصل كلمة «الغائط crap»
يُزعم غالباً في الثقافة الشعبية بأن المصطلح الشعبي الشائع لكلمة مخلفات الإنسان «الغائط» نشأت مع توماس كرابر بسبب ارتباطه بالمراحيض، وهناك نسخة شائعة من هذه القصة أن الجنود الأمريكيين المتمركزين في إنجلترا خلال الحرب العالمية الأولى قد رأوا اسمه على الصهاريج واستخدموها كلغة عامة خاصة بالجيش «أي أنا ذاهب إلى الغائط».
كلمة "crap" هي في الأصل من أصل إنجليزي متوسط -أي العصور الوسطى للغة- وتسبق تطبيقها على «الغائط». من المرجح أن أصل الكلمة الأصلي هو مزيج من كلمتين أقدم: الـkrappen الهولندي (ومعناه القطع أو الانفصال) والـcrappe الفرنسي القديم (ومعناه الغربلة أو الهدر)، في اللغة الإنجليزية تم استخدام الكلمة للإشارة إلى القِشر وأيضاً إلى الأعشاب الضارة أو القمامة الأخرى.
كان أول تسجيل لاستخدام المصطلح على الفضلات الخارجة من جسم الإنسان وفقاً لقاموس أكسفورد الإنجليزي في عام 1846 أي بعد 10 سنوات من ولادة توماس كرابر عندما أشير إلى ما يعرف بكيس الفضلات.

## روابط خارجية
- Thomas Crapper at Snopes.com
- Thomas Crapper & Co. Ltd. - the plumbing company founded by Thomas Crapper